# IRAS 05280–6910
IRAS 05280-6910 är en röd superjättestjärna eller OH/IR superjättestjärna  i Stora magellanska molnet i södra delen av stjärnbilden Svärdfisken. Den upptäcktes i den öppna stjärnhopen NGC 1984. Dess radie beräknas vara mer än tusen gånger solens, vilket gör den till en av de största stjärnorna som hittills upptäckts. Om den placeras i mitten av solsystemet, skulle dess fotosfär uppsluka Jupiters omloppsbana. Den har en uppskattad massförlusthastighet på 5,4×10−4 solmassa per år, en av de högsta kända för någon röd superjättestjärna.

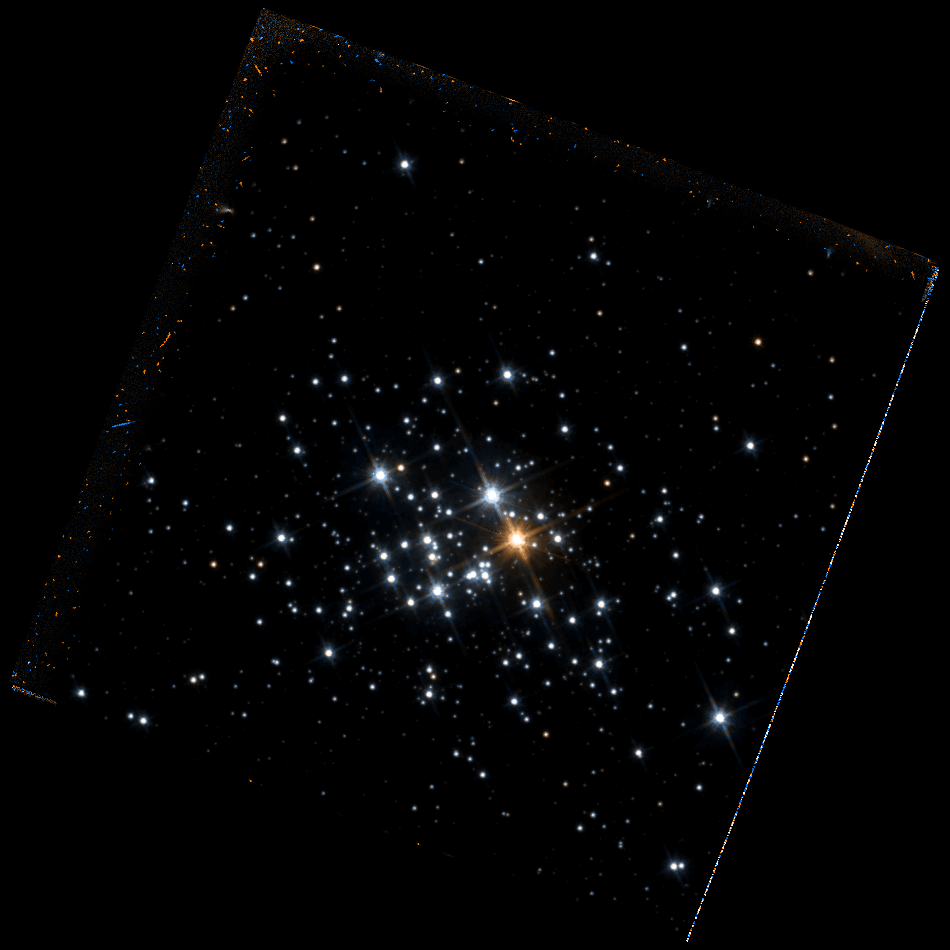
Superjätten IRAS 05280–6910 i den öppna stjärnhopen NGC 1984. Den är det ljust röda objektet nära mitten. Foto: Université de Strasbourg/CNRS

## Egenskaper
IRAS 05280–6910 är sannolikt en OH superjättestjärna. Den är det mest röda objektet i LMC, som vida överstiger rodnaden hos den berömda stoftomslutna röda superjätten WOH G64. Den visar också den distinkta typen av masersignal som liknar den hos VY Canis Majoris. Dess exakta radie är osäker. Enligt en rapport är den 1 367 gånger solens storlek medan en annan säger att den är 1 736 gånger solens storlek. I båda fallen är den bland de största kända stjärnorna.
IRAS 05280–6910 hade sannolikt en massa på 20 till 25 solmassor när den bildades.

## Anmärkning
1. ↑  Radien för IRAS 05280-6910 kan beräknas med hjälp av Stefan-Boltzmanns lag och den effektiva soltemperaturen på 5 772 K:
{\displaystyle {\sqrt {\left({\frac {5,772}{3,400}}\right)^{4}\cdot 225,000}}=1,367.06\ R_{\odot }}
{\displaystyle {\sqrt {\left({\frac {5,772}{3,000}}\right)^{4}\cdot 220,000}}=1,736.29\ R_{\odot }}